# 達維爾森·莫賴斯
達維爾森·莫賴斯（Davilson Morais，1989年2月3日—）是一名維德角拳擊運動員，主攻超重量級項目。他曾参加2016年里约奥运，结果在1/8决赛不敌英国选手乔·乔伊斯。

## 外部連結
- AIBA[永久]